# 이고리 도브로볼스키
이고리 이바노비치 도브로볼스키(러시아어: Игорь Иванович Добровольский, 우크라이나어: Ігор Іванович Добровольський, 1967년 8월 27일 ~ )는 몰도바-러시아계로 태어난 우크라이나인 축구 선수였고, 현역시절 폭넓은 활동량을 자랑하는 공격형 미드필더였다.

## 선수 경력
그는 일찍이 어린 나이에 몰도바에 위치한 티라스폴 유소년 체육 학교에서 축구를 시작하였다. 그는 선수 생활을 하면서 다양한 클럽을 거쳐갔는데, 대표적인 곳으로는 FC 디나모 모스크바, 올랭피크 드 마르세유, 아틀레티코 마드리드, 포르투나 뒤셀도르프 등이 있었고, 2004년부터 CS 틸리굴-티라스 티라스폴의 선수겸 감독으로 활약하여 2006년 현역 생활에 마침표를 찍었다. 또한 그는 1990년 세계 최고의 영플레이어로 선정되기도 하였다.

## 대표팀에서의 경력
그는 3개의 대표팀을 거쳐야했는데, 우선 1988년 하계 올림픽 당시 소련 대표로 선발되어 두 번째로 많은 6골을 넣으며 소련 축구 국가대표팀이 금메달을 따는데 큰 공헌을 세웠다. (당시 득점 1위는 브라질의 호마리우로 총 7골을 득점하였고, 소련은 결승에서 브라질에 2대1로 승리해 금메달을 차지하였다.) 그리고 2년 뒤 열린 1990년 FIFA 월드컵에서도 소련대표로 출장하였다. 1991년 12월 소련이 붕괴되어 15개 공화국으로 나뉘어버리자, 그는 독립국가연합의 대표로 UEFA 유로 1992에 출전해 독일전에서 득점을 올리기도 했다. 이는 독립국가연합이라는 이름으로 올린 처음이자 마지막 UEFA 유로 대회 득점이었으며 독립국가연합 국가대표팀은 이 대회를 끝으로 각각의 국가대표팀으로 분리되었고 1994년 FIFA 월드컵지역 예선부터는 각각의 대표팀이 출전하게 되었다.
그리고 그는 1996년 러시아 축구 국가대표팀의 일원이 되어 UEFA 유로 1996에 출전하게 되었고, 이후 2년간 더 대표팀에서 활약하다가 1998년 대표팀을 은퇴하게 되었다.

## 은퇴 이후
그는 2004년부터 2006년까지 CS 틸리굴-티라스 티라스폴의 선수겸 감독으로 활약하였고, 이후 2007년부터 2년간 몰도바 축구 국가대표팀의 감독으로 활약하기도 하였다.

## 수상 경력
- 1988년 올림픽 축구 금메달
- 1988년 올림픽 축구 득점 2위
- 1990년 소련 축구 협회 선정 올해의 선수
- 1990년 UEFA 21세 이하 선수권 우승
- 1991-1992시즌 르 샹피오나 우승 (올랭피크 드 마르세유 소속)
- 1993년 UEFA 챔피언스리그 우승